# True Men Don't Kill Coyotes
True Men Don't Kill Coyotes е първият издаден сингъл на американската фънк рок група Ред Хот Чили Пепърс. Това е първата песен от албума The Red Hot Chili Peppers.
Видеоклипът към песента, който се излъчва по MTV успява да привлече доста фенове на групата.